# 김문집
김문집(金文輯, 일본식 이름: 大江龍之介(오에 류노스케), 1907년 7월 7일 ~ ?)은 한국의 문학평론가이다. 아호는 화돈(花豚)이다.

## 생애
대구 출신으로 일본에 유학하여 도쿄제국대학 문과에서 수학했다. 일본인 소설가 요코미쓰 리이치(일본어: 橫光利一) 문하에서 문학을 공부하고 1935년 귀국했다.
귀국한 해에 발표한 콩트 〈동정의 낭만파〉가 등단작이나, 이후 평론가로 주로 활동했다. 김문집은 비평의 문학성과 창조성을 중시했으며, 비평의 과학성을 강조한 최재서, 카프 계열의 이원조 등과 논쟁을 벌인 일이 유명하다.
중학교 때부터 일본에서 수학한 김문집은 일본 문학이론을 수입해 와 한국문학의 전통을 부정하는 친일적인 성향을 초기부터 보였다. 중일 전쟁 발발 후에는 조선문인협회 발기인과 간사, 국민정신총동원조선연맹의 촉탁을 맡는 등 친일 단체에도 가담했다.
1941년 도일한 뒤 돌아오지 않았고, 일본에 귀화했다.
민족문제연구소의 친일 문학인 42인 명단에도 수록되어 있으며, 이 명단을 정리한 2002년까지 발견된 친일 저작물 수는 1939년 발표한 〈축하할 죽음〉 등 3편이다.

## 참고 자료
- 임종국 (1991년 2월 1일). 〈내선일체의 기수들〉. 《실록 친일파》. 반민족문제연구소 엮음. 서울: 돌베개. ISBN 89-7199-036-8.
- 대산문화재단, 탄생 100주년 문학인 기념문화제 개최 (2007년 5월)
- 홍지미 (2007년 5월 13일). “같은 시대 살았지만 문학의 길 달랐다 - 서정시에서 국문학연구 등 다양 ···1907년 문학인 7인 심포지움 열려”. 쿠키. 2008년 5월 3일에 확인함.
- 정영진 (2006년 5월 8일). “[정영진의 대구이야기] (19) 대구의 두 친일 문인”. 매일신문. 2008년 5월 3일에 확인함. |제목=에 지움 문자가 있음(위치 1) (도움말)[깨진 링크(과거 내용 찾기)]